# Alessandro Natta
Alessandro Natta (* 7. Januar 1918 in Imperia, Italien; † 23. Mai 2001 ebenda) war ein italienischer Politiker und Generalsekretär des Partito Comunista Italiano (PCI) von 1984 bis 1988.

## Leben

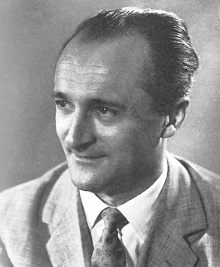
Alessandro Natta (1976)

Natta stammt aus einer piemontesischen Familie des Kleinbürgertums, besuchte die Eliteschule „Scuola Normale Superiore“ in Pisa zusammen mit dem ehemaligen italienischen Staatspräsidenten Carlo Azeglio Ciampi, wo er am antifaschistischen Kampf teilnahm. Sein Bruder ist der Nobelpreisträger der Chemie Giulio Natta. Natta schloss mit Dottore in lettere ab.
Während des Zweiten Weltkrieges nahm er Artillerieleutnant an der italienisch-deutschen Eroberung Griechenlands teil und wurde bei Kämpfen verwundet. Im Chaos, das dem italienischen Waffenstillstand mit den Alliierten folgte, nahm er an der Verteidigung des Flughafens Gadurrà auf Rhodos gegen deutsche Angriffe teil. Gefangengenommen lehnte er ab, mit den deutschen und italienischen Faschisten zu kollaborieren und wurde in einem Gefangenenlager auf der Insel interniert und nach Deutschland deportiert, wo er unter den Offizieren der italienischen Militärinternierten Widerstand organisierte.
Natta kehrte nach Italien im August 1945 zurück, um in seiner Heimat Imperia dem PCI beizutreten und sich vollzeitig in die Parteiarbeit zu stürzen. Er wurde Stadtrat, Sekretär der lokalen Parteiorganisation und zeitweilig eine leitende Persönlichkeit im internen Parteileben. Zusammen mit Luigi Longo wurde er Mitglied des Zentralkomitees und Politbüros.
1948 wurde Natta erstmals als Abgeordneter ins Parlament gewählt. Von 1972 bis 1979 war er Fraktionsvorsitzender seiner Partei. Er gehörte der Kommission für Erziehungswesen in allen Legislaturperioden an.
1984 bis 1989 war er auch Mitglied des Europaparlaments.
Palmiro Togliatti holte Natta in das Parteisekretariat. 1964 begleitete er Togliatti und Luigi Longo nach Jalta, wo Togliatti starb. Als großer Unterstützer von Enrico Berlinguer und des „italienischen Wegs zum Sozialismus“, erlangte er eine Position im Parteisekretariat. 1969 stieg er mit seinem Bericht auf, der einen Parteiausschluss der Manifesto-Gruppe vorschlug. Zeitweilig war Natta Chefredakteur der Theoriezeitschrift „Rinascita“. Im März 1983 stieg er zum Vorsitzenden der Zentralen Kontrollkommission auf.
Nach Berlinguers Tod wurde Natta am 26. Juni 1984 zum Generalsekretär der Partei gewählt. Er betrachtete sich selbst als Übergangschef und vermittelte zwischen den Parteiflügeln. Obwohl er weiterhin Berlinguers politischer Linie folgte, bemühte er sich um eine Verbesserung der gespannten Beziehungen zur KPdSU. Dabei unterstützte er eine von Armando Cossutta organisierte Reise in die UdSSR, die ernste Kontroversen im PCI hervorrief. 
Natta wurde beim Parteitag 1986 als Generalsekretär bestätigt, aber ein Herzinfarkt zwang ihn 1988, vorzeitig sein Amt aufzugeben. Sein Nachfolger wurde Achille Occhetto.
Bei der Kontroverse über Occhettos Vorschlag zur historischen Umbenennung der Partei in Partei der demokratischen Linken (PDS), die zur „Bolognina-Spaltung“ führte, ergriff Natta gemeinsam mit Cossutta engagiert Partei gegen die Umbenennung. Die Auflösung des PCI nach Occhettos Sieg führte zur Geburt von zwei unterschiedlichen neuen Parteien, der Mehrheitspartei PDS mit Occhetto an der Spitze und der Minderheit, die den Partito della Rifondazione Comunista zusammen mit Cossutta, Sergio Garavini, Lucio Libertini und anderen gründete. Natta verblieb gemeinsam mit Pietro Ingrao in der Mehrheitspartei, obwohl er bezüglich ihrer Perspektiven nicht optimistisch war.
Er zog sich 1991 aus der Politik zurück und starb zehn Jahre später im Alter von 83 Jahren an einem Lungenemphysem.